# Bosque de Aragón (métro de Mexico)
Pour les articles homonymes, voir Bosque.
Bosque de Aragón est une station de la Ligne B du métro de Mexico, dans la délégation Gustavo A. Madero.

## La station
La station ouverte en 1999, doit son nom à la forêt d'Aragon, sur lequel donne sa sortie ouest. Son symbole est un groupe de trois arbres.